# Серов, Сергей Вячеславович
Сергей Вячеславович Серо́в (род. 31 декабря 1957, Барнаул, СССР) — российский актёр театра и кино. Заслуженный артист России (2002).

## Биография
Сергей Серов родился 31 декабря 1957 года в Барнауле. После окончания школы два года учился в алтайском институте культуры. Служил в армии при театре Советской Армии. В 1981 году окончил ГИТИС. 

## Карьера
С 1982 по 2006 год работал в Российском академическом Молодёжном театре. С 1999 по 2006 год являлся актёром театра «АпАРТе».
В труппе Театра сатиры с 2022 года. Сыграл в постановке театра "Дядя Жорж" по двум пьесам Чехова. Театр To Go написал о его игре: "яркими красками в спектакле становятся и другие герои из «Лешего»: Иван Орловский с лицом «добреньким, сантиментальным, сладеньким…», которого играет мастер комедийного жанра Сергей Серов".
Сыграл квартального надзирателя в первом спектакле Сергея Газарова в качестве художественного руководителя театра "Прогресс сцена Армена Джигарханяна" в пьесе "Балалайкин и К". Сыграл Бартоло в постановке РАМТ «Севильского цирюльника».
В сериале «Обручальное кольцо» сыграл Семёна Иванович Галкина, участкового, который проверяет документы у главной героини Насти. Актер играл персонажа с третьей до 449 серии.
В фильме «Экипаж» сыграл генерала Сокола, командира воинской части из начала фильма.

### Семья
Жена — советская и российская актриса театра и кино, заслуженная артистка России Ирина Серова (в девичестве Аугшкап). Сын — актёр Александр Серов-Останкинский.

## Творчество

### Роли в театре
РАМТ:
- «Король Лир» — шут
- «Снежная Королева» — Король
- «Лоренцаччо» — Золотых дел мастер
- «Севильский цирюльник» — Бартоле
- «Вишнёвый сад» — Борис Борисович Симеонов-Пищик
- «Эраст Фандорин» — Грушин
- «Баня» — Победоносиков

АпАРТе:
- «Фантазии Ивана Петровича» — Иван Петрович
- «Начиталась Чехова или дама с собачкой» — Аркадий Аркадьевич
- «Гамлет» — Полоний

Т-ATRE:
- «Жених с того света»

Современный театр Антрепризы:
- «Вокзал на троих»

### Фильмография
| Год       |    | Название                                     | Роль                                                                                   |
| --------- | -- | -------------------------------------------- | -------------------------------------------------------------------------------------- |
| 1977      | ф  | Смятение чувств                              | Имя персонажа не указано                                                               |
| 1984      | ф  | Призываюсь весной (фильм-спектакль)          | Миша Козлов                                                                            |
| 1986      | ф  | Плюмбум, или Опасная игра                    | Панов                                                                                  |
| 1986      | ф  | Защитник Седов                               | Матюхин, начальник тюрьмы                                                              |
| 1988      | ф  | Трагедия в стиле рок                         | Имя персонажа не указано                                                               |
| 1991      | ф  | По Таганке ходят танки                       | Забелин                                                                                |
| 1995      | ф  | Пионерка Мэри Пикфорд                        | Крестьянин                                                                             |
| 1998      | ф  | Паранойя                                     | Имя персонажа не указано                                                               |
| 1999      | с  | Семейные тайны                               | Имя персонажа не указано                                                               |
| 2000      | ф  | Зависть богов                                | Серёга, селянин                                                                        |
| 2000      | с  | Маросейка, 12                                | майор Пусько                                                                           |
| 2001      | с  | Воровка                                      | Ступников                                                                              |
| 2001      | с  | Гражданин начальник                          | капитан/майор милиции Шаланда                                                          |
| 2001      | с  | Дракоша и компания                           | вор Бывалый                                                                            |
| 2001      | с  | Пятый угол                                   | Шкуропатский                                                                           |
| 2002      | с  | «Ха! Маленькие комедии»                      | Инспектор ГИБДД                                                                        |
| 2002      | с  | Линия защиты                                 | сосед                                                                                  |
| 2002      | с  | Кодекс чести                                 | мэр                                                                                    |
| 2003      | с  | Козлёнок в молоке                            | Свиридонов                                                                             |
| 2004—2006 | с  | Фитиль                                       | разные роли                                                                            |
| 2004      | с  | Афромосквич                                  | сосед                                                                                  |
| 2004      | ф  | Кабачок "Дежа Вю"                            | чиновник                                                                               |
| 2004      | с  | Богиня: как я полюбила                       | водитель Михаила                                                                       |
| 2004      | с  | Наваждение                                   | Дымко                                                                                  |
| 2005      | с  | Дело о «Мёртвых душах»                       | Свистунов                                                                              |
| 2005      | с  | Люба, дети и завод                           | Борис Денисов                                                                          |
| 2005      | ф  | Не хлебом единым                             | начальник спецтюрьмы                                                                   |
| 2005      | с  | Студенты                                     | комендант                                                                              |
| 2005      | с  | Таксистка 2                                  | Имя персонажа не указано                                                               |
| 2005      | с  | Талисман любви                               | Свистунов                                                                              |
| 2005      | с  | Не родись красивой                           | дядя Володя, друг Валерия Пушкарёва                                                    |
| 2006      | с  | Девять месяцев                               | Семён                                                                                  |
| 2006      | с  | Большие девочки                              | Борис                                                                                  |
| 2006      | ф  | Жара                                         | полковник милиции                                                                      |
| 2007      | с  | Студенты 2                                   | комендант                                                                              |
| 2006      | ф  | Формула зеро                                 | завхоз                                                                                 |
| 2007      | с  | Агентство «Алиби»                            | Имя персонажа не указано                                                               |
| 2007      | с  | Бешеная                                      | прокурор Ненашев                                                                       |
| 2007      | с  | Принцесса цирка                              | Геннадий                                                                               |
| 2007      | ф  | Глянец                                       | Имя персонажа не указано                                                               |
| 2007      | тф | Позвони в мою дверь                          | доктор Козлов                                                                          |
| 2007      | с  | Обручальное кольцо                           | Семен Ивенович Галкин, участковый на пенсии, муж Раисы Викторовны, приемный отец Пашки |
| 2007      | с  | Крем                                         | Кротов                                                                                 |
| 2007      | с  | Короли игры                                  | Сергей                                                                                 |
| 2007      | с  | Кто в доме хозяин?                           | Пасюк                                                                                  |
| 2007      | ф  | Платки                                       | Имя персонажа не указано                                                               |
| 2007      | с  | Трое сверху 2                                | доктор Троицкий                                                                        |
| 2008      | ф  | Муха                                         | Груздев                                                                                |
| 2008      | с  | Две сестры                                   | Фёдорчук                                                                               |
| 2008      | с  | Жизнь, которой не было                       | Геннадий                                                                               |
| 2007—2008 | с  | И всё-таки я люблю…                          | водитель «Москвича», принимавший роды у Веры                                           |
| 2008      | с  | Моя любимая ведьма                           | проводник                                                                              |
| 2008      | ф  | Позвони в мою дверь                          | доктор Козлов                                                                          |
| 2009      | с  | Адмиралъ                                     | староста деревни                                                                       |
| 2009      | ф  | В погоне за счастьем                         | Нолай Семёнович                                                                        |
| 2009      | с  | Две сестры 2                                 | Фёдорчук                                                                               |
| 2009      | с  | Деревенская комедия                          | Никита Куркуленко                                                                      |
| 2009      | с  | Крем                                         | Кротов (Украина, Россия)                                                               |
| 2009      | ф  | Огни большого города                         | Леонид Васильевич                                                                      |
| 2009      | ф  | Первая попытка                               | Кротов                                                                                 |
| 2009      | ф  | Человек, который знал всё                    | Белоконь                                                                               |
| 2010      | с  | Универ                                       | Семён Давыдович                                                                        |
| 2010      | с  | «Алиби» на двоих (фильм 12-й «Близкие люди») | Ярослав Дымов                                                                          |
| 2010      | с  | Доктор Тырса                                 | Максим Витальевич, футбольный тренер                                                   |
| 2010      | с  | Записки экспедитора Тайной канцелярии        | граф Белозёров                                                                         |
| 2010      | ф  | Любовь в большом городе 2                    | капитан, начальник УВД                                                                 |
| 2010      | ф  | Мой грех                                     | Баринов                                                                                |
| 2010      | с  | Сваты 4                                      | Гоша Крутоголов (Украина)                                                              |
| 2010      | ф  | Slove. Прямо в сердце                        | Серёга, ДПСник (Россия, США)                                                           |
| 2011      | с  | Ключи от счастья. Продолжение                | Юрий Иванович, начальник Вадима                                                        |
| 2011      | ф  | Бабушка на сносях                            | Николай, отец Лики                                                                     |
| 2011      | с  | Воронины                                     | председатель сельсовета                                                                |
| 2011      | ф  | Три дня лейтенанта Кравцова                  | генерал                                                                                |
| 2011      | с  | Правила маскарада                            | Александр Воробьёв, организатор финансовой пирамиды                                    |
| 2011      | ф  | Утомлённые солнцем 2: Цитадель               | Имя персонажа не указано                                                               |
| 2011      | ф  | Хранимые судьбой                             | Михалыч, повар                                                                         |
| 2012      | ф  | Красотка                                     | Валерий Васильев                                                                       |
| 2012      | с  | Раз, два! Люблю тебя!                        | Афанасий, атаман                                                                       |
| 2012      | ф  | С Новым годом, мамы!                         | Дед Мороз                                                                              |
| 2012      | с  | Деффчонки                                    | отец Маши и Василисы                                                                   |
| 2011      | с  | Побег 2                                      | Участковый                                                                             |
| 2012      | ф  | Шпион                                        | тренер по боксу                                                                        |
| 2012      | ф  | Невеста моего жениха                         | Михаил Борисович Егоров, папа Насти, мэр города Райска                                 |
| 2012      | с  | Верю                                         | заказчик                                                                               |
| 2012      | с  | Бедные родственники                          | прокурор Ненашев                                                                       |
| 2013      | с  | Стройка                                      | Валерий Иванович Морозов, отец Максима                                                 |
| 2013      | с  | Дружба народов                               | Георгий Николаевич, отец Елены                                                         |
| 2013      | ф  | Жить дальше                                  | Виталий Алексеевич Корнеев, следовать по особым важным делам                           |
| 2013      | с  | Между нами, девочками                        | начальник Елены                                                                        |
| 2013      | ф  | Друзья друзей                                | полковник полиции                                                                      |
| 2013      | ф  | Weekend                                      | капитан полиции Сапожников                                                             |
| 2014      | ф  | Корпоратив                                   | лейтенант полиции                                                                      |
| 2014      | ф  | Кровь с молоком                              | Игорь Андреевич Фомичёв, директор фермы                                                |
| 2014      | с  | Физрук                                       | липовый генерал                                                                        |
| 2014      | с  | Истребители. Последний бой                   | Теодор, старшина, повар авиаполка                                                      |
| 2014      | ф  | Солнечный удар                               | Батюшка                                                                                |
| 2014      | с  | Московская борзая                            | Колбин, бизнесмен                                                                      |
| 2016      | ф  | Экипаж                                       | генерал                                                                                |
| 2016      | ф  | Против всех правил                           | Мухин, генерал                                                                         |
| 2016      | с  | Чужая дочь                                   | Сосед Федорыча                                                                         |
| 2016      | с  | Штрафник                                     | Илья Хореняк ("Боров"), директор овощебазы                                             |
| 2017      | ф  | Везучий случай                               | кондуктор троллейбуса                                                                  |
| 2018      | с  | Скорая помощь                                | Силантьев, водитель скорой помощи                                                      |
| 2018      | с  | Годунов                                      | Семён Дуда, воевода                                                                    |
| 2019      | ф  | Фантом                                       | Вадим Николаевич Саульский                                                             |
| 2019      | с  | Холодные берега                              | Пётр Васильевич Мелихов                                                                |
| 2019      | с  | Чёрная лестница                              | Виктор Иванович Саутин, директор мебельного предприятия                                |
| 2023      | ф  | Life, the                                    | фонарщик                                                                               |